# Лом, Дарвин
Дарвин Грегорио Лом Москосо (исп. Darwin Gregorio Lom Moscoso; род. 14 июля 1997, Гуастатоя) — гватемальский футболист, нападающий клуба «Депортиво Миско» и сборной Гватемалы.

## Клубная карьера
лом во время обучения в США в Университете Шортера и Университета Саутистерна Нова выступал за команды учебных заведений. В 2019 году Дарвин вернулся на родину став игроком клуба «Гуастатойя». 8 декабря в матче против «Малакатеко» он дебютировал в гватемальской Лиге Насьональ. 6 февраля 2020 года в поединке против «Депортиво Сикинала» Дарвин забил свой первый гол за «Гуастатойя». В том же году Лом выступал за американский «Чатануга». В 2021 году Дарвин играл за «Калифорния Юнайтед Страйкерс» и «Хартфорд Атлетик». В 2022 году Лом перешёл в «Малакатеко». 1 мая в матче против «Солола» он дебютировал за новую команду. В этом же поединке Дарвин забил свой первый гол за «Малакатеко». 
Летом 2022 года Лом перешёл в «Шелаху». 24 июля в матче против «Истапа» он дебютировал за новый клуб. В этом же поединке Дарвин забил свой первый гол за «Шелаху». В 2023 году он помог клубу выиграть чемпионат.

## Международная карьера
5 марта 2020 года в товарищеском матче против сборной Панамы Лом дебютировал за сборную Гватемалы. 15 ноября в поединке против сборной Гондураса Дарвин сделал дубль, забив свои первые голы за национальную команду. 
В 2021 году Лом принял участие в Золотом кубке КОНКАКАФ. На турнире он сыграл в матчах против сборных Сальвадора, Мексики и Тринидада и Тобаго. 

### Голы за сборную Гватемалы
| #   | Дата             | Место                                       | Противник                     | Счёт | Результат | Соревнование                             |
| --- | ---------------- | ------------------------------------------- | ----------------------------- | ---- | --------- | ---------------------------------------- |
| 01. | 15 ноября 2020   | Доротео Гуамач Флорес, Гватемала, Гватемала | Гондурас                      | 1:0  | 2:1       | Товарищеский матч                        |
| 02. | 15 ноября 2020   | Доротео Гуамач Флорес, Гватемала, Гватемала | Гондурас                      | 2:0  | 2:1       | Товарищеский матч                        |
| 03. | 23 января 2021   | Доротео Гуамач Флорес, Гватемала, Гватемала | Пуэрто-Рико                   | 1:0  | 1:0       | Товарищеский матч                        |
| 04. | 27 марта 2021    | Эргилио Ато, Виллемстад, Кюрасао            | Британские Виргинские острова | 0:1  | 0:3       | Чемпионат мира 2022 квалификация         |
| 05. | 4 июня 2021      | Доротео Гуамач Флорес, Гватемала, Гватемала | Сент-Винсент и Гренадины      | 1:0  | 10:0      | Чемпионат мира 2022 квалификация         |
| 06. | 3 июля 2021      | Драйв Пинк Стэдиум, Форт-Лодердейл, США     | Гайана                        | 3:0  | 4:0       | Золотой кубок КОНКАКАФ 2021 квалификация |
| 07. | 27 сентября 2022 | Шелл Энерджи Стэдиум, Хьюстон, США          | Гондурас                      | 0:1  | 2:1       | Товарищеский матч                        |
| 08. | 19 ноября 2022   | Дигнити Хелс Спортс Парк, Карсон, США       | Никарагуа                     | 1:0  | 3:1       | Товарищеский матч                        |
| 09. | 19 ноября 2022   | Дигнити Хелс Спортс Парк, Карсон, США       | Никарагуа                     | 3:0  | 3:1       | Товарищеский матч                        |
| 10. | 13 марта 2023    | Пэйпал Парк, Сан-Хосе, США                  | Панама                        | 1:1  | 1:1       | Товарищеский матч                        |
| 11. | 27 июня 2023     | Драйв Пинк Стэдиум, Форт-Лодердейл, США     | Куба                          | 1:0  | 1:0       | Золотой кубок КОНКАКАФ 2023              |

## Достижения
Командные
 «Шелаху»
- Победитель Лиги Насьональ (1) — Клаусура 2023